# Abraxas transversa
Abraxas transversa là một loài bướm đêm trong họ Geometridae.